# Yasunobu Matsuoka
Yasunobu Matsuoka (født 2. maj 1986) er en tidligere japansk fodboldspiller.
Han har spillet for flere forskellige klubber i sin karriere, herunder Roasso Kumamoto.